# HMNB 포츠머스
HMNB 포츠머스(His Majesty's Naval Base, Portsmouth, HMNB Portsmouth)는 영국 왕립 해군이 운용하는 세 개의 주요 기지 중 하나로, 나머지는 HMNB 클라이드와 HMNB 데번포트에 위치한다. 포츠머스 해군 기지는 포츠머스 시의 일부로, 솔렌트 해협과 와이트 섬 북쪽, 포츠머스 항 동쪽 연안에 자리하고 있다. 수세기 동안 이곳은 공식적으로 포츠머스 왕립 조선소(HM Dockyard, Portsmouth)로 불렸으며, 국가 소유의 군함 건조·수리·정비 시설로서 기능했다. 한때는 세계 최대 규모의 산업 단지로도 손꼽혔다.
1970년대 들어, 포츠머스를 비롯한 다른 왕립 조선소에서도 ‘Naval Base(해군 기지)’라는 명칭이 쓰이기 시작했다. 이는 기존의 산업 중심 역할에 더해, 인력 운용과 지원 기능이 점차 중시되었음을 반영한 것이었다. 1984년에는 포츠머스 조선소의 기능이 크게 축소·격하되면서 공식 명칭이 ‘함대 정비·수리 기구(Fleet Maintenance and Repair Organisation, FMRO)’로 변경되었다. FMRO는 1998년 민영화되었으며, 오랜 공백 끝에 2002년부터 블록 제작 방식의 선박 건조가 재개되었으나, 이마저도 2014년에 중단되었다.
오늘날 HMNB 포츠머스는 영국 왕립해군 수상 전력의 3분의 2를 모항으로 두고 있으며, 항공모함 HMS 퀸 엘리자베스와 HMS 프린스 오브 웨일스도 이곳에 배치되어 있다. 기지 내에서는 해군의 군수 지원, 숙영 및 식사 시설이 제공되며, 의무·치과·교육·상담 및 복지 등 인력 지원 기능은 국방장비지원청(Defence Equipment and Support)이 담당한다. 또한 해군 사령부(Navy Command Headquarters)의 지원 인력 등 다양한 부서가 기지 내에 위치한다. 그 외에도 BAE 시스템즈 해양 서비스가 운영하는 선박 수리·정비 시설을 비롯한 여러 민간 해양 산업 시설이 자리하고 있다.
HMNB 포츠머스는 왕립해군에서 가장 오래된 기지이자, 수 세기에 걸쳐 영국 해군사와 본토 방위에 핵심적인 역할을 해왔다. 이곳에는 세계에서 가장 오래된 생존 건조 도크 중 하나가 있으며, 증기 동력 기계 공구를 활용해 대량생산을 처음 실현한 ‘블록 밀(Block Mills)’ 또한 국제적으로 중요한 유산이다. 왕립해군 박물관은 1911년부터 이곳에 자리해 왔으며, 1985년에는 영국 국방부와 포츠머스 시의회가 협력하여 ‘포츠머스 해군기지 부동산 신탁(Portsmouth Naval Base Property Trust)’을 설립, 기지 남서부의 역사적 구역을 99년 임대로 관리하며 ‘포츠머스 역사적 조선소(Portsmouth Historic Dockyard)’로 조성했다. 이곳은 일반인에게도 개방되어, 메리 로즈(Mary Rose), HMS 빅토리, HMS 워리어, 영국 왕립해군 국립박물관 등 세계적 해양 유산을 직접 체험할 수 있도록 하고 있다.